# Juan Ponce de León y Encina
Juan Ponce De León Encina (Albacete, 11 de marzo de 1861-Madrid, 30 de septiembre de 1936) fue un jurista español durante los siglos XIX y XX. Murió asesinado al principio de la guerra civil española, suerte que corrieron también tres de sus hijos.

## Biografía
Nació en Albacete el 11 de marzo de 1861 y fue bautizado en la parroquia de la Purísima Concepción el día 13 de marzo con el nombre de Juan Tomás Eulogio.
Perteneció a una familia de juristas y regidores de la villa de Albacete. Fue el quinto de los nueve hijos del abogado y registrador de la propiedad, Juan Galo Ponce de León y Monedero y de María de la Encarnación Encina y Ordóñez.
Vivió en Albacete hasta 1866, año en el que se traslada con su familia a Algeciras, donde su padre Juan Galo Ponce de León y Monedero fue registrador de la propiedad, cargo del que se jubiló en 1876. Poco después, se instalan en Málaga, donde Juan Galo ejerce la abogacía, en su despacho de la calle Ancha Madre de Dios, 14 hasta su fallecimiento en 1877.
Estudió leyes y ejerció desde 1886 a 1891, como oficial de 5.ª clase de Intervención de Hacienda de Barcelona y como oficial de 4.ª clase destinado en la Sección de Recaudación de la Administración de Contribuciones de la provincia de Jaén. En 1894 es nombrado procurador de los Tribunales y ejerce en Málaga. 
Se casa en Zamora el 1 de junio de 1898 con Guadalupe Cabello Fernández, hija del senador vitalicio Pedro Cabello Septien y de María Luisa Fernández Coria. Tuvieron cuatro hijos: Luis, Juan, Guillermo y Alfonso Ponce de León Cabello.
Durante el año 1899 ejerció la profesión de procurador interviniendo en diversos procedimientos, recogidos, entre otros, el 9 y el 22 de junio en Cédulas de citaciones, y el 7 de julio de 1899 en el Diario Oficial de Avisos, en Edictos y Sentencias. En 1900 también consta como procurador en el volumen 1 de la Colección legislativa de España: Parte 3. Jurisprudencia civil.
El 14 de octubre de 1899 nace en Zamora su primogénito, Luis.
El 24 de agosto de 1900 fallece su suegro Pedro Cabello Septien, caballero de la Orden de San Fernando de primera clase,, caballero gran cruz de la Orden de Isabel la Católica, senador vitalicio, comendador de la Orden de Carlos III, Cruz de San Fernando y de Beneficencia, etc. El 7 de septiembre de 1902 fallece su hermana Patrocinio Ponce de León y Encina a los 38 años en Madrid.
En Málaga, el 10 de abril de 1901, nace su segundo hijo, Juan. En 1904 nace su tercer hijo Guillermo y el 10 de septiembre de 1906 también en Málaga, nace su último hijo, Alfonso. Figura como aspirante a Judicatura y al Ministerio Fiscal el 19 de junio de 1908.

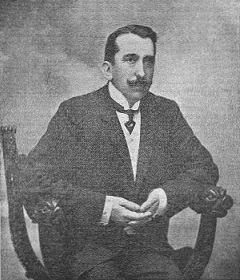
Juan Ponce de León y Encina en 1910

En noviembre de 1909 en Málaga, como presidente de la Junta permanente de festejos, organizó La Semana de la Aviación en la ciudad. También en 1910 fue miembro del Comité Organizador de las Fiestas de Aviación en Málaga. El domingo 25 de septiembre de 1910 se recoge en las revistas La Unión Ilustrada y Diana, el homenaje que le fue concedido por su labor como presidente: «Don Juan Ponce de León, presidente del Comité de Aviación que ha sido obsequiado con un banquete».
El Heraldo de Madrid del 27 de noviembre de 1911, recoge una reseña en la que se indica que el Comité de Aviación, ha realizado una sesión el 24 de noviembre de 1911 presidida por Don Juan Ponce de León sobre el concurso de Aviación y raid hispanoafricano de Málaga, Algeciras, Tánger, etc., en el diario liberal El Globo de fecha 6 de diciembre de 1911, se recoge que Juan Ponce de León y Encina secunda activamente la celebración del Concurso de Aviación en Málaga el 15 de enero de 1912.

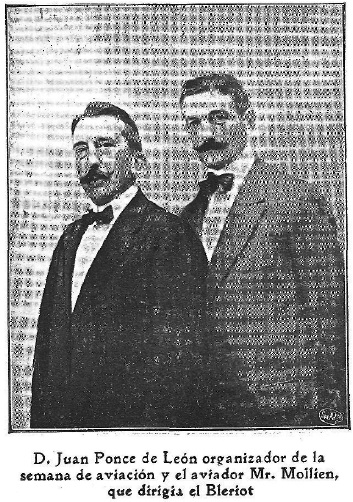
Juan Ponce de León y Encina 1910

Durante 1911 en Málaga, fue concejal, (Delegación Regia y Junta Local de Primera Enseñanza) y también, presidente de la Junta Provincial de Tiro Nacional. Concejal del Ayuntamiento de Málaga, en 1910 y 1911. También en 1911 se traslada con su familia a Madrid, donde ejerce además de registrador de la Propiedad, trasladando posteriormente, en 1915 su domicilio en la calle Libertad n.º7, en el distrito del Hospicio, de la capital.
El 15 de marzo de 1916 falleció su madre, María de la Encarnación Encina y Ordóñez, en Madrid a los ochenta años de edad y también en Madrid, fallecen sus hermanos, Matilde Ponce de León y Encina, religiosa capitular del Real Monasterio de Santiago el Mayor el 8 de febrero de 1917 y Francisco Ponce de León y Encina el 4 de noviembre de 1920, casado con Felisa Fumagallo y Medina.
En 1919 solicita su inclusión en los respectivos escalafones como oficial tercero del Ministerio de Hacienda, por haber probado su derecho, con arreglo a lo mandado en la disposición 23 transitoria del Reglamento de 7 de septiembre próximo pasado, en el escalafón de funcionarios del Cuerpo General de Administración de Hacienda Pública en Oviedo y Murcia.
El 8 de julio de 1921 se publica su toma de posesión como abogado fiscal de la Audiencia de La Coruña.
En 1922 trabajó en Hacienda Pública de Salamanca. Consta en el BOE el «Real Orden prorrogando por un mes la licencia que por enfermo se encontraba disfrutando D. Juan Ponce de León y Encina, Oficial de tercera clase de Intervención».
El 10 de noviembre de 1922, aparece reflejado como procurador de parte, en un juicio de mayor cuantía seguido ante el Juzgado de Primera Instancia del distrito del Congreso de la Corte, según sentencia expedida en Madrid el 19 de octubre anterior.
Su hijo Luis se casa con Gloria Martínez de Prada y Molins, con quien tendría siete hijos, María Gloria, María Luisa, Blanca, Lisardo, María Victoria, Juan y María Guadalupe Ponce de León y Martínez de Prada. Establecieron su residencia en Galicia, lo que les libraría del fatal desenlace del resto su familia.
El 23 de junio de 1932 falleció su hermana Pilar Ponce de León y Encina, a los setenta y ocho años y el 31 de diciembre de 1933 fallecía su otra hermana María Luisa Ponce de León y Encina, viuda de Luis María Lovaco y de Ledesma, a los sesenta y tres años, ambas en Madrid.
El 14 de diciembre de 1933 en el Boletín Oficial de la provincia de Madrid figura en el censo de Jurados, en el distrito del Hospicio, la Lista de Varones que, con arreglo al artículo 2.º del expresado Decreto, tienen de derecho a figurar en la general de Jurados de dicho Juzgado. «68. Ponce de León Encina, Juan, 72, 18, Libertad, 7, empleado, cabeza de familia».
En diciembre de 1933 su hijo, el pintor Alfonso Ponce de León y Cabello, quién participó, entre otras actividades, como escenógrafo de La Barraca, se casa con Margarita Manso Robledo quien fue su compañera de estudios en la Academia de San Fernando.
El 20 de septiembre de 1936, su hijo Alfonso Ponce de León era detenido en la puerta de su domicilio, paseo de la Castellana 2, en el Madrid revolucionario y trasladado a la Checa de Fomento, donde sería asesinado. Su cadáver fue encontrado en una cuneta de Vicálvaro el día 29 siguiente.
El 30 de septiembre de 1936, Juan Ponce de León y Encina muere asesinado junto a su hijo Guillermo, abogado en ejercicio, en la carretera de Vallecas, en Madrid.
El 7 de noviembre de 1936 su hijo Juan Ponce de León Cabello, aviador y capitán de artillería, fue también asesinado.
Como consecuencia de los dolores y padecimientos sufridos por la pérdida, el 12 de agosto de 1938 también fallecía su viuda Guadalupe Cabello Fernández.
A Juan Ponce de León y Encina, le sobrevivieron su hijo Luis Ponce de León Cabello, ingeniero de Caminos, Canales y Puertos quien posteriormente fue alcalde de Pontevedra, procurador en Cortes y gobernador civil de la provincia de Pontevedra; y sus hermanos, José Ponce de León y Encina, juez y presidente de la Audiencia de Álava y Luis Ponce de León y Encina, procurador de los Tribunales y funcionario de Hacienda Pública.